# Distrikt El Cenepa
Der Distrikt El Cenepa ist einer der drei Distrikte der Provinz Condorcanqui in der Region Amazonas im äußersten Norden von Peru. Der Distrikt liegt im Urwald. Er hat eine Fläche von 5345,5 km² (nach anderen Quellen: 5626 km²). Die Einwohnerzahl lag beim Zensus 2017 bei 9891. Im Jahr 1993 lag diese bei 7443, im Jahr 2007 bei 8513. Die Distrikthauptstadt ist Huampami im Südosten des Distrikts.
Innerhalb des Gebietes des Distriktes wurde 1995 der Cenepa-Krieg zwischen Peru und Ecuador ausgetragen.

## Geographische Lage
Die Provinz El Cenepa erstreckt sich über das Einzugsgebiet des Río Cenepa, linker Nebenfluss des Río Marañón. Im Nordwesten grenzt die Provinz an Ecuador.

## Dörfer und Gehöfte im Distrikt El Cenepa
- Achu
- Achuim
- Ajuntaienntsa
- Anexa Aintami
- Anexo pagata
- Antiguo Kanam
- Bashuim
- Buchigikim
- Canga
- Huampami
- Jegkem
- Kayamas
- Kubai
- Kumpin
- La Banda
- Mamayakim
- Mamayaque
- Najem
- Nueva Kanam
- Nuevo Mamayaque
- Numpatkaim
- Paantam Entsa
- Paiza
- Pampa Entsa
- Panki
- Pijuayal
- Puerto Bichanak
- Puerto Mori
- Putuim
- Saasa
- San Antonio
- Sawientsa
- Shaim
- Shamata Grande
- Shamatak Chico
- SuwaU
- Teesh
- Tsawantus
- Tseasim
- Tunas
- Tunim
- Tutin
- Tutino
- Tuwagentsa
- Uchi Numpatkaim
- Wachin
- Wawaim
- Wawajin Entsa
- Wee
- Wichim